# Imperiul lui Baphomet
Imperiul lui Baphomet (1972) (titlu original L'Empire du Baphomet) este un roman al scriitorului francez Pierre Barbet. Romanul descrie neliniștile perioadei în care a fost scris romanul față de puterea armelor atomice. Este o ucronie, o istorie paralelă cu a noastră, al cărei punct de divergență este în anul 1118. A fost tradus în limba română de Dora Sandolache și a fost publicat în 1993 la Editura Cristian. Imperiul lui Baphomet este primul roman al seriei Baphomet , fiind urmat de Cruciada stelară (Croisade stellaire, 1974).

## Intriga

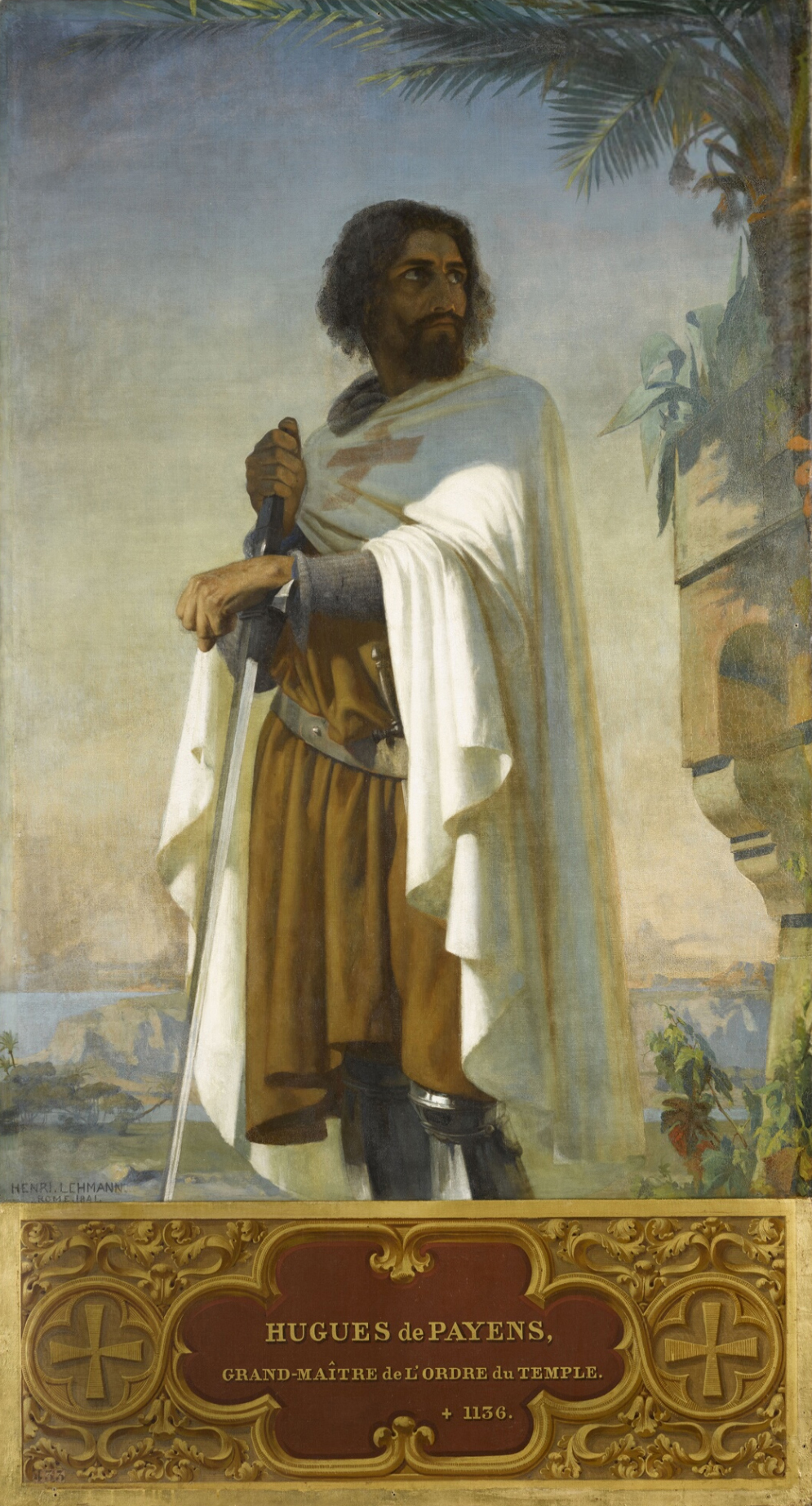
Hugues de Payens vede în 1118 prăbușirea navei spațiale a lui Baphomet

În octombrie 1118, lângă Troyes, o navă spațială s-a prăbușit în apropierea cavalerului Hugo de Payens. El se duce să cerceteze ceea ce crede că este o piatră mare care a căzut din cer. Aici se confruntă cu un străin despre care se gândește că este un demon. Creatura, care cere să fie numită Baphomet, reușește să-l convingă pe Hugues că nu este un diavol și încheie un pact cu el. Dacă Hughes va fonda Ordinul Templierilor și dorește să creeze un imperiu creștin în Orient, Baphomet îl va ajuta, oferindu-i arme cu o putere fără precedent, care vor zdrobi toți dușmanii săi. Aceste arme sunt, de fapt, grenade nucleare miniaturizate. Hugues de Payns nu știe că intenția secretă a lui Baphomet este de a-și asigura stăpânirea asupra Pământului în viitorul apropiat.
În 1275, asediat în Saint Jean d'Acre, Marele Maestru al Templierilor Guillaume de Beaujeu, în fruntea mai multor mii de cavaleri Templieri și Ospitalieri, conduce o luptă disperată împotriva sarazinilor. Fiind pe cale de a ceda, este ajutat de armele lui Baphomet și reușește să-i învingă pe dușmanii săi. În câteva luni, îi zdrobește pe arabii din Orientul Mijlociu și a înființat un stat puternic. La ordinele lui Baphomet, părăsește orașul pentru a proteja Ospitalierii și apoi înfruntă întâi persanii și apoi puternicele forțe mongole ale hanului Kublai pentru a contesta dominația asupra Asiei până la Cathay (Mongolia/China). Datorită unui frate cercetător, el descoperă secretele producerii de grenade atomice și chiar reușește să creeze câteva sute.
În cele din urmă, occidentalii (câteva zeci de mii) se confruntă cu mongolii, care au strâns forțe de zece ori mai mari (câteva sute de mii de bărbați). Hanul Kubilai îi pune pe ghicitori să prezică soarta viitoarei bătălii: cei mai mulți sunt foarte precauți și anticipează pierderi grele. Un călugăr tibetan cu puteri psihice extraordinare, descoperă că occidentalii sunt ajutați de o putere care nu are nimic divin sau demonic, ci de o ființă de pe o altă planetă, folosindu-se de Occident pentru propria sa agendă ocultă. Considerând că forțele sale depășesc numeric inamicii, Kubilai a ordonat atacul. Dar armata lui este distrusă de grenade atomice și este luat prizonier.
În ultimele pagini ale romanului, Kubilai îl informează pe Guillaume de Beaujeu despre revelațiile călugărului tibetan. William îl întâlnește pe călugăr, care îl convinge de veridicitatea declarațiilor sale. William ordonă formarea unei mici echipe de călugări, care prin puterile lor mintale să concureze cu cele ale lui Baphomet. Lupta începe iar călugării reușesc să-l omoare pe Baphomet. Guillaume de Beaujeu duce apoi nava spațială a lui Baphomet în Asia pentru a-i studia structura și modul de funcționare. Nu există nicio îndoială că, datorită acestei cercetări, oamenii vor putea crea astfel de mașinării în serie și că umanitatea va putea să cucerească stelele.
Ultimele două paragrafe ale romanului menționează faptul că planeta pe care are loc romanul nu este Pământul și că are două luni. Scriitorul dezvăluie că romanul are loc pe un alt Pământ dintr-un univers paralel și că povestea lui este o ucronie.

## Personaje
- Baphomet, o creatură extraterestră considerat inițial demon, scopul lui este să stăpânească Pământul
- Hugues de Payens, cavalerul care a întemeiat Ordinul Templierilor după ce  în 1118 a asistat la prăbușirea navei spațiale a lui Baphomet
- Guillaume de Beaujeu, Mare Maestru al Templierilor care cucerește Orientul Mijlociu și mare parte din Asia după ce îl înfrânge pe hanul Kubilai
- Hanul Kubilai conducătorul puternicelor forțe mongole, este învins de Guillaume de Beaujeu și luat prizonier

## Traduceri
Romanul a mai fost tradus în limba engleză în 1972 ca Baphomet's Meteor, în olandeză în 1977 ca De kruistocht van de Baphomet, în portugheză în 1979 ca Os cruzados do espaço, în spaniolă în 1980 ca El imperio de Baphomet, în maghiară în 1990 ca Baphomet birodalma, în cehă în 1993 ca Říše Bafometova.

## Vezi și
- 1972 în literatură
- Univers paralel (ficțiune)